# Elisabetta di Boemia (1358)
Elisabetta di Boemia (Praga, 19 marzo 1358 – Vienna, 4 o 19 settembre 1373) era l'unica figlia femmina nata dal matrimonio dell'imperatore Carlo IV e dalla sua terza moglie Anna di Schweidnitz, sorella dell'imperatore Venceslao.

## Biografia
Tra il 1363 ed il 1364 Elisabetta venne fidanzata con Ottone V, in seguito margravio di Brandeburgo, ma sposò poi il duca Alberto III d'Asburgo: l'imperatore voleva infatti così impedire le nozze tra Alberto ed Elisabetta d'Ungheria, principessa consorte di Taranto ed erede del re Luigi I d'Ungheria e favorire un fidanzamento tra questa e il proprio figlio Venceslao. Ottone sposò la sorellastra di Elisabetta, Caterina di Boemia, rimasta vedova del fratello di Alberto, il duca Rodolfo IV. Questo duplice matrimonio venne celebrato a Praga il 19 marzo 1366.
Elisabetta morì però ad appena quindici anni a Vienna, senza aver dato alcun figlio al marito, e fu sepolta nella chiesa del monastero di Gaming.

## Ascendenza
|                         |                         |                           | Genitori                |  |  | Nonni |  |  | Bisnonni                  |  |  | Trisnonni                |  |
|                         |                         |                           |                         |  |  |       |  |  | Enrico VII di Lussemburgo |  |  | Enrico VI di Lussemburgo |  |
|                         |                         |                           |                         |  |  |       |  |  | Enrico VII di Lussemburgo |  |  | Enrico VI di Lussemburgo |  |
|                         |                         | Beatrice di Avesnes       |                         |  |  |       |  |  | Enrico VII di Lussemburgo |  |  |                          |  |
| Giovanni I di Boemia    |                         |                           |                         |  |  |       |  |  | Enrico VII di Lussemburgo |  |  |                          |  |
|                         |                         | Margherita di Lussemburgo | Giovanni I di Brabante  |  |  |       |  |  |                           |  |  |                          |  |
|                         |                         | Margherita di Lussemburgo | Giovanni I di Brabante  |  |  |       |  |  |                           |  |  |                          |  |
|                         |                         | Margherita di Lussemburgo | Margherita di Dampierre |  |  |       |  |  |                           |  |  |                          |  |
| Carlo IV di Lussemburgo |                         | Margherita di Lussemburgo |                         |  |  |       |  |  |                           |  |  |                          |  |
|                         |                         | Venceslao II di Boemia    | Ottocaro II di Boemia   |  |  |       |  |  |                           |  |  |                          |  |
|                         |                         | Venceslao II di Boemia    | Ottocaro II di Boemia   |  |  |       |  |  |                           |  |  |                          |  |
|                         |                         | Venceslao II di Boemia    | Cunegonda di Slavonia   |  |  |       |  |  |                           |  |  |                          |  |
| Elisabetta di Boemia    |                         | Venceslao II di Boemia    |                         |  |  |       |  |  |                           |  |  |                          |  |
|                         |                         | Guta d'Asburgo            | Rodolfo I d'Asburgo     |  |  |       |  |  |                           |  |  |                          |  |
|                         |                         | Guta d'Asburgo            | Rodolfo I d'Asburgo     |  |  |       |  |  |                           |  |  |                          |  |
|                         |                         | Guta d'Asburgo            | Gertrude di Hohenberg   |  |  |       |  |  |                           |  |  |                          |  |
| Elisabetta di Boemia    |                         | Guta d'Asburgo            |                         |  |  |       |  |  |                           |  |  |                          |  |
|                         | Bernardo II di Świdnica | Bolko I di Świdnica       |                         |  |  |       |  |  |                           |  |  |                          |  |
|                         | Bernardo II di Świdnica | Bolko I di Świdnica       |                         |  |  |       |  |  |                           |  |  |                          |  |
|                         | Bernardo II di Świdnica | Beatrice di Brandeburgo   |                         |  |  |       |  |  |                           |  |  |                          |  |
| Enrico II di Świdnica   | Bernardo II di Świdnica |                           |                         |  |  |       |  |  |                           |  |  |                          |  |
|                         |                         | Cunegonda di Polonia      | Ladislao I di Polonia   |  |  |       |  |  |                           |  |  |                          |  |
|                         |                         | Cunegonda di Polonia      | Ladislao I di Polonia   |  |  |       |  |  |                           |  |  |                          |  |
|                         |                         | Cunegonda di Polonia      | Edvige di Kalisz        |  |  |       |  |  |                           |  |  |                          |  |
| Anna di Świdnica        |                         | Cunegonda di Polonia      |                         |  |  |       |  |  |                           |  |  |                          |  |
|                         |                         | Carlo Roberto d'Angiò     | Carlo Martello d'Angiò  |  |  |       |  |  |                           |  |  |                          |  |
|                         |                         | Carlo Roberto d'Angiò     | Carlo Martello d'Angiò  |  |  |       |  |  |                           |  |  |                          |  |
|                         |                         | Carlo Roberto d'Angiò     | Clemenza d'Asburgo      |  |  |       |  |  |                           |  |  |                          |  |
| Caterina d'Ungheria     |                         | Carlo Roberto d'Angiò     |                         |  |  |       |  |  |                           |  |  |                          |  |
|                         |                         | Maria di Cieszyn          | …                       |  |  |       |  |  |                           |  |  |                          |  |
|                         |                         | Maria di Cieszyn          | …                       |  |  |       |  |  |                           |  |  |                          |  |
|                         |                         | Maria di Cieszyn          | …                       |  |  |       |  |  |                           |  |  |                          |  |
|                         |                         | Maria di Cieszyn          |                         |  |  |       |  |  |                           |  |  |                          |  |